# 巴伦西亚街道赛道

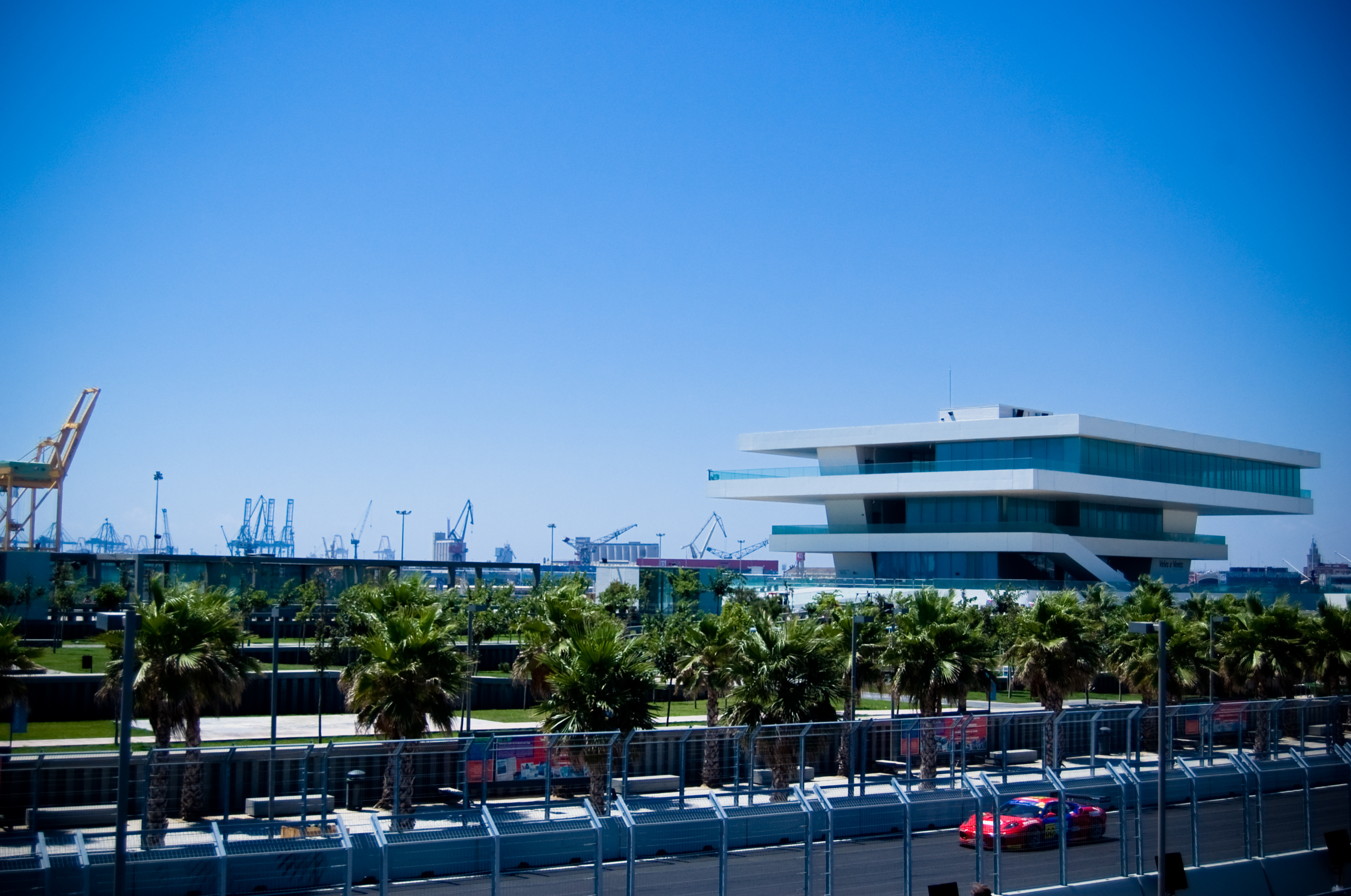
巴伦西亚街道赛道

巴伦西亚街道赛道（英語：Valencia Street Circuit），是一条位于西班牙瓦倫西亞的街道赛道，在2008年至2012年期間舉辦了五屆欧洲大奖赛。
這條賽道由著名賽道設計師赫尔曼·蒂尔克所以設計，賽道全長為5.4735公里，共有25個彎角，包括11個左彎和14個右彎，賽道最窄處為12米。據官方透露，此賽道的最高時速僅次於美國印第安納波利斯賽道和意大利蒙扎国家赛车场。預測平均圈速為1分37秒，最低時速為每小時95.2公里，最高時速為323.3公里，平均時速201.3公里。賽道圍繞着瓦倫西亞海港中心和碼頭而建，這裏也是舉辦美洲杯帆船赛的碼頭，整個賽場共有20個看台，可容納10萬名觀眾。唯一略顯不便的是，賽場停車位只有850個，不足以應付需求，公眾人士只能乘搭公共交通工具前往觀賽。

## 賽道歷史
起初瓦倫西亞在構建設想的時候，有兩項選擇：
1. 擴建已有的里卡多·托莫賽道（英语：Circuit Ricardo Tormo）﹙世界摩托车锦标赛賽道﹚
2. 在瓦倫西亞城內建造一條與摩纳哥赛道類似的街道賽道

最終主辦瓦倫西亞比賽的協議於2007年6月1日簽署，為期七年。 此次的協議由前電單車車手佐治·馬天尼斯和比利亞雷阿爾足球俱樂部主席費蘭度·羅伊格代表瓦尔莫体育集团﹙Valmor Sport group﹚與一級方程式賽事的掌門人伯尼·埃克莱斯顿達成的。達成協議後使西班牙將成為世界上唯一擁有兩條一級方程式賽車賽道的國家﹙另一條在蒙特梅洛的巴塞罗那-加泰罗尼亚赛道﹚。

## 赛道纪录
巴伦西亚街道赛道的正式記錄羅列如下：
| 组别 | 时间     | 车手              | 赛车                    | 年份                         |
| ---- | -------- | ----------------- | ----------------------- | ---------------------------- |
| F1   | 1:38.683 | 提摩·格洛克       | 豐田TF109               | 2009年欧洲大奖赛             |
| GP2  | 1:46.487 | 尼可拉斯·賀根堡   | 达拉拉GP2/08            | 2009年GP2華倫西亞站          |
| GP3  | 1:58.748 | 埃斯特班·古铁雷斯 | 达拉拉GP3/10            | 2010年GP3華倫西亞站          |
| GT3  | 2:07.423 | 理查德·利兹       | 保时捷911 (997) GT3 RSR | 2008年國際GT公開賽華倫西亞站 |